# Giuseppe Nicolini
Giuseppe Nicolini (Piacenza, 29 de enero de 1762-ibidem, 18 de diciembre de 1842) fue un compositor italiano. 

## Biografía
Estudió en el Conservatorio de Sant'Onofrio in Capuana de Nápoles, donde fue alumno de Giacomo Insanguine. Tras una estancia en esa ciudad, donde estrenó sus primeras óperas, en 1819 fue nombrado maestro de capilla de la Catedral de Piacenza. Compuso sobre todo óperas, entre las que destacan: Artaserse (1795), La clemenza di Tito (1797), Il trionfo del bel sesso (1799), Il geloso sincerato (1804), Traiano in Dacia (1807), Coriolano (1808) y Annibale in Bitinia (1813). También compuso 5 oratorios, 30 misas, 2 réquiem, 100 salmos, 3 misereres, 2 De profundis, 6 letanías, cantatas, sonatas para piano, melodías, cuartetos, etc. En 1914 se dio su nombre al Liceo Musical de Piacenza.